# Anthony Naciuk
Anthony Naciuk (1994) è un ex sciatore alpino canadese.

## Biografia
Attivo in gare FIS dal dicembre del 2009, in Nor-Am Cup Naciuk ha esordito l'8 dicembre 2010 a Lake Louise in discesa libera (59º) e ha colto il suo miglior piazzamento il 14 dicembre 2014 a Panorama in combinata (11º). Si è ritirato al termine della stagione 2018-2019 e la sua ultima gara è stata lo slalom speciale di Nor-Am Cup disputato il 14 marzo a Burke Mountain, chiuso da Naciuk al 37º posto; in carriera non ha esordito in Coppa del Mondo né preso parte a rassegne olimpiche o iridate.

## Palmarès

### Campionati canadesi
- 1 medaglia:
  - 1 bronzo (supergigante nel 2015)